# Fritz Brügel

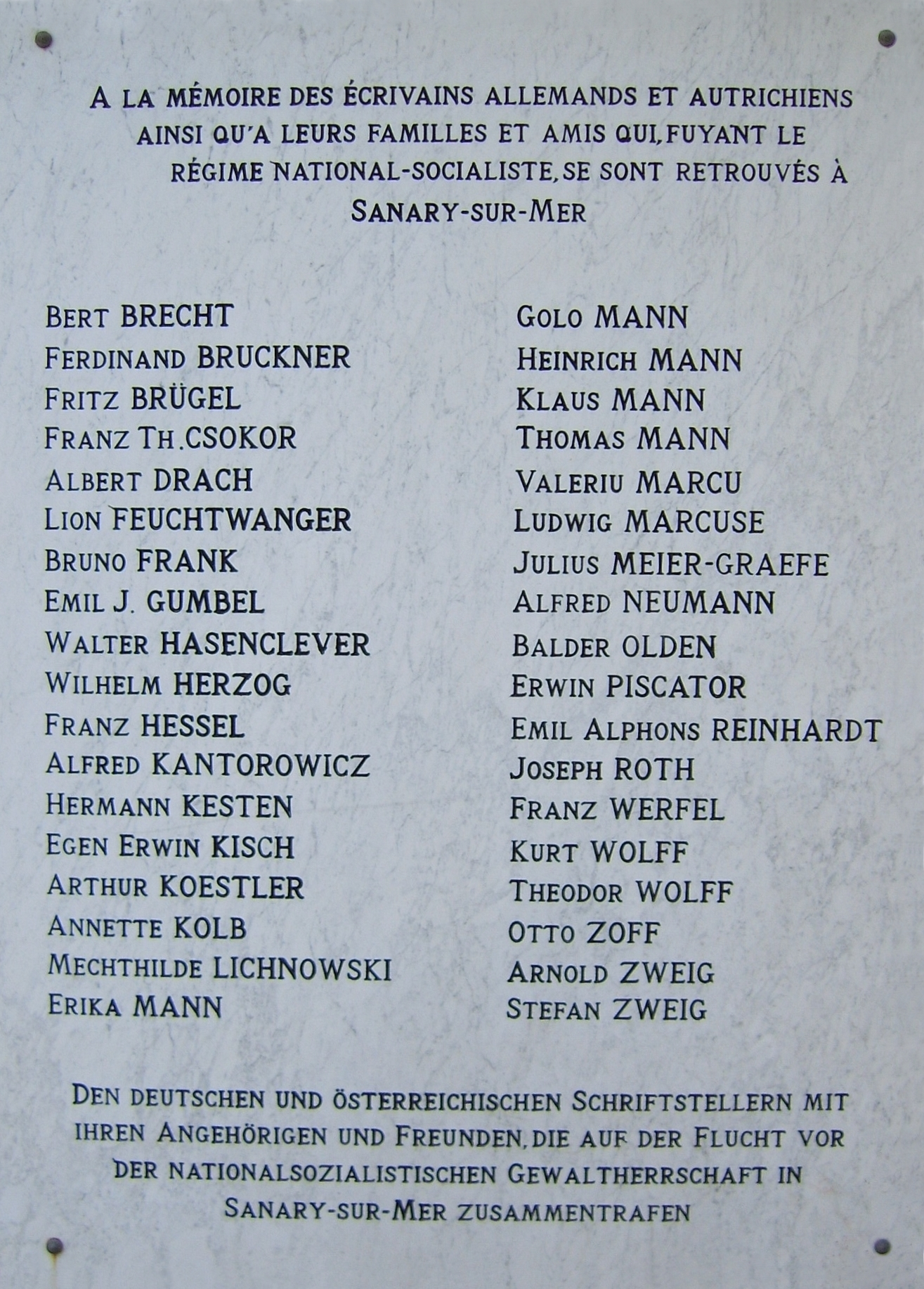
Gedenktafel für die deutschen und österreichischen Flüchtlinge in Sanary-sur-Mer, unter ihnen Fritz Brügel

Fritz Brügel (Friedrich Bruegel, Bedřich Bruegel,  Pseudonyme: Bedrich Dubsky, Dr. Dubsky, Wenzel Sladek, * 13. Februar 1897 in Wien; † 4. Juli 1955 in London) war ein österreichischer (ab 1935: tschechoslowakischer) Bibliothekar, Diplomat und Schriftsteller.

## Leben
Fritz Brügel war der Sohn des sozialdemokratischen Journalisten und Historikers Ludwig Brügel, der 1942 im Ghetto Theresienstadt Opfer des Holocaust wurde. Er wuchs in Prag auf und studierte Geschichte an der Universität Wien. 1921 promovierte er mit einer Arbeit über die Geschichte der Deutschen in Böhmen zum Doktor der Philosophie. Anschließend war er Leiter der Sozialwissenschaftlichen Studienbibliothek der Wiener Arbeiterkammer. Daneben wirkte er als Journalist und war in der sozialdemokratischen Bildungsarbeit aktiv. Von 1923 bis 1934 war er Mitglied der Loge Sokrates der Großloge von Wien.
1933 gehörte Brügel zu den Mitbegründern der Vereinigung sozialistischer Schriftsteller. Er schloss sich der KPÖ an und nahm am Februaraufstand von 1934 teil. Nach dessen Scheitern floh Brügel in die Tschechoslowakei. Nachdem ihm 1935 die österreichische Staatsbürgerschaft aberkannt worden war, nahm er die tschechoslowakische an. Er war als Legationsrat im Außenministerium der Tschechoslowakei tätig und lieferte Beiträge für verschiedene Zeitschriften. 1936 führte ihn eine Reise in die Sowjetunion. Nach dem Münchner Abkommen vom September 1938 emigrierte Brügel nach Frankreich. Er hielt sich in Paris, später in Südfrankreich auf. 1941 gelang ihm die Flucht über Spanien und Portugal nach Großbritannien. In London war er bis 1945 für die tschechoslowakische Exilregierung und als Autor für die österreichische Exilzeitung Zeitspiegel tätig.
Nach Ende des Zweiten Weltkriegs ging Brügel zurück nach Prag. Er gehörte dem Diplomatischen Dienst der Tschechoslowakei an, ab 1946 war er stellvertretender Leiter und ab 1949 Leiter (Chargé d’Affaires) der tschechoslowakischen Militärmission in Berlin. 1950 quittierte er den diplomatischen Dienst aus Protest gegen die Willkürjustiz in der ČSR. Er emigrierte erneut, diesmal über Deutschland und die Schweiz nach London, wo er bis zu seinem Tode lebte.
Fritz Brügel verfasste neben seinen journalistischen Arbeiten auch erzählerische Werke und Gedichte; eines seiner bekanntesten Werke ist der Text zu dem Kampflied Die Arbeiter von Wien. Brügel übersetzte auch aus dem Altgriechischen.

## Werke

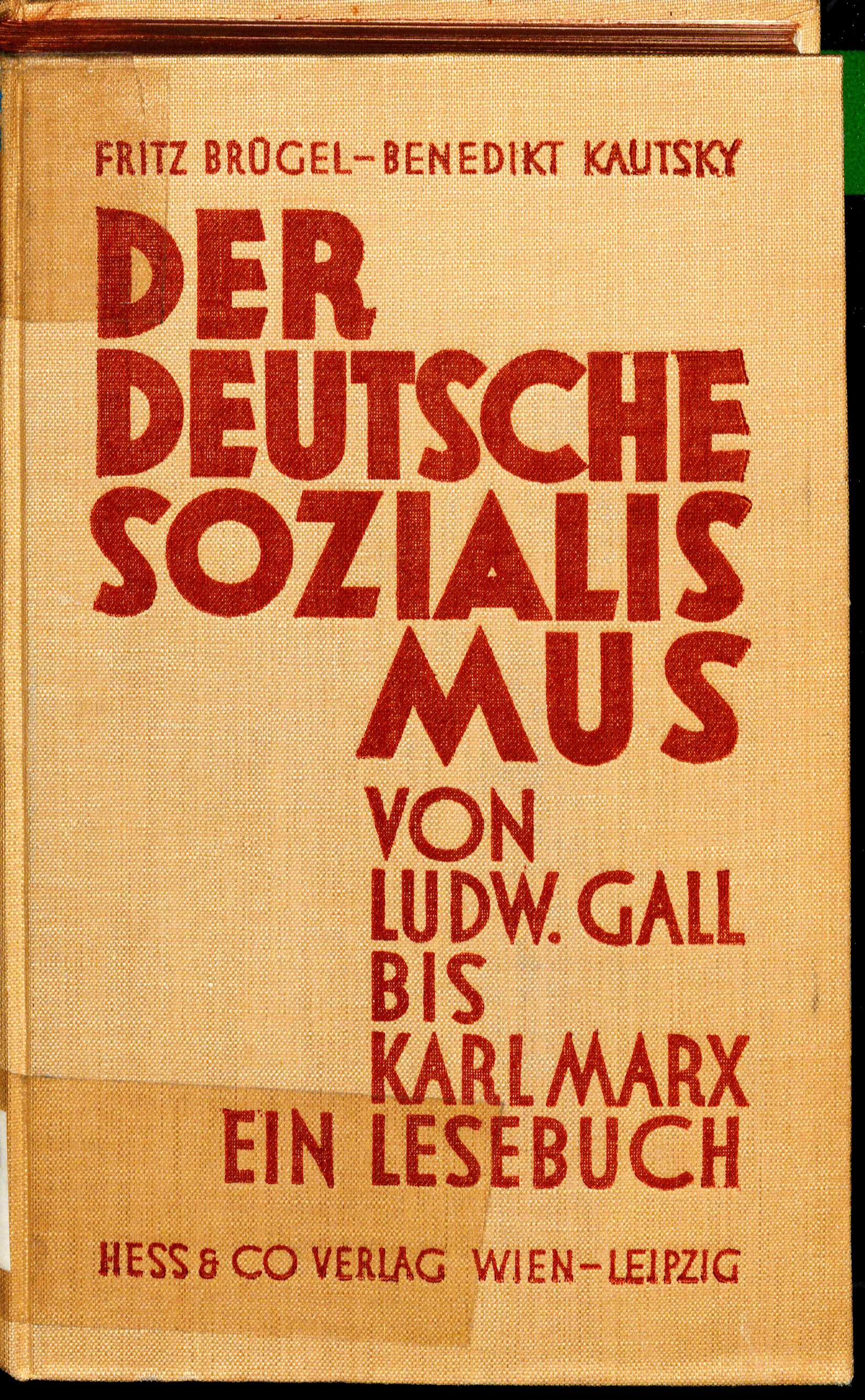
Fritz Brügel, Benedikt Kautsky (Hrsg.): Der deutsche Sozialismus von Ludwig Gall bis Karl Marx. Hess & Co., Wien 1931

- Beiträge zur Geschichte der Deutschen in Böhmen. Wien 1921 (Phil. Diss.).
- Die Verlagsgeschichte der ‚Heiligen Familie‘. In: Der Kampf. Sozialdemokratische Monatsschrift hrsg. von F. Adler, Wien 1928, Band 21, Heft 10, S. 508–510.
- Zueignung. E. P. Tal & Co. Verlag, Leipzig / Wien 1923.
- Aus den Anfängen der deutschen sozialistischen Presse. Wien 1929 (Nachdruck: Auvermann, Glashütten im Taunus: Auvermann 1972).
- Führung und Verführung. Antwort an Rudolf Borchardt. Hess, Wien [u. a.] 1931.
- Klage um Adonis. Gedichte. Hess, Wien / Leipzig 1931.
- Der Weg der Internationale Verlag der Organisation Wien der Sozialdemokratischen Partei, Wien 1931.
- Goethe in lateinischer und griechischer Sprache. In: Philobiblon, Jg. 5 (1932), S. 169–174 (Digitalisat).
- Die Hauptsache ist .... Hess, Wien [u. a.] 1932 (unter dem Namen Wenzel Sladek).
- Februar-Ballade. Verlag „Der Kampf“, Prag 1935 (Sozialistische Hefte 9, Wien 1946).
- Die Verlagsgeschichte der „Heiligen Familie“ In: Der Kampf. Sozialdemokratische Monatsschrift, Jg. 21 (1938), Heft 10, S. 506–510 (Die heilige Familie).
- Gedichte aus Europa. Der Aufbruch, Zürich 1937 (2. Aufl. Oprecht, Zürich / New York 1945).
- Die Gedichte des Episthenes. Mit Ill. von Charles Hug. Oprecht, Zürich 1940.
- Der Chronist unserer Zeit. In: Egon Erwin Kisch zum 60. Geburtstag. Verlag der Einheit, London 1945 (Stimmen aus Böhmen. Schriftenreihe der Vertretung der demokratischen Deutschen aus der Tschechoslowakei).
- Verschwörer. Europa Verlag, Zürich [u. a.] 1951.

## Herausgeberschaft
- Neujahrs-Almanach für Unterthanen und Knechte. Reprint der Ausgabe von Leipzig, Weller, 1850. Wiener Bibliophilentagung, Wien 1928
- Geschichte des Sozialismus in Erst- und Original-Ausgaben. Ausstellung vom 25. Mai – 5. Juni 1925. Wien 1926 (zusammen mit Otto Mänchen-Helfen)
- Der deutsche Sozialismus von Ludwig Gall bis Karl Marx. Das Lesebuch des Sozialismus. Hess & Co., Wien 1931 (zusammen mit Benedikt Kautsky)

## Übersetzungen
- Aeschylus: Agamemnon. Freie Nachdichtung. Oskar Wöhrle, Konstanz 1923
- Die Perser. Dem Aischylos nachgedichtet. Münster, Wien 1927
- Aeschylus: Die Rächerinnen, Freie Nachdichtung. Oskar Wöhrle, Konstanz 1924
- Aeschylus: Die Totenspenderinnen. Freie Nachdichtung. Oskar Wöhrle, Konstanz 1924